# 플랑크 전류

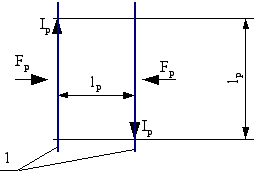
1 - 도선, F_{p} - 플랑크 힘, l_{p} - 플랑크 길이, I_{p} - 플랑크 전류

플랑크 전류는 IP로 나타내는 전류의 플랑크 단위이다.
{\displaystyle I_{p}=q_{p}/t_{p}={\sqrt {\frac {4c^{6}\pi \varepsilon _{0}}{G}}}} ≈
3.479 × 1025 A
위 식에서,
{\displaystyle q_{p}=(c\hbar 4\pi \varepsilon _{0})^{\frac {1}{2}}}는 플랑크 전하이다.
{\displaystyle t_{p}=(\hbar G/c^{5})^{\frac {1}{2}}}는 플랑크 시간이다.
{\displaystyle \varepsilon _{0}}는 진공의 유전율이다.
{\displaystyle \hbar }는 디랙 상수이다.
G는 중력 상수이다.
c는 진공에서의 빛의 속도이다.
플랑크 전류는 도체가 플랑크 시간 동안 플랑크 전하을 운반할 때의 전류이다.
또한, 플랑크 전류는 일정한 전류가 흐르는 두 개의 길이가 무한하고 단면이 원형인 무시할 수 있는 단면적의 도선이 플랑크 길이만큼의 거리로 진공에서 평행하게 놓여 있을 때 두 도선이 플랑크 길이당 플랑크 힘을 작용하게 되는 전류이다.